# Sunkrish Bala
Sunkrish Bala, född Sunkrish Balasubramanian den 21 maj 1984 i Bombay, Indien, är en amerikansk skådespelare.
Han spelade en av huvudrollerna i tv-serien Notes from the Underbelly som visades på ABC. Han medverkade som Dr. Caleb Subramanian i säsong 4 av tv-serien The Walking Dead.